# Nick Kwiatkoski
Nick Kwiatkoski (Pittsburgh, 26 maggio 1993) è un giocatore di football americano statunitense che milita nel ruolo di linebacker per gli Atlanta Falcons della National Football League (NFL).

## Carriera

### Chicago Bears
Al college, Kwiatkoski giocò a football alla West Virginia University dal 2011 al 2015. Fu scelto nel corso del quarto giro (113º assoluto) del Draft NFL 2016 dai Chicago Bears. Debuttò come professionista partendo come titolare nel terzo turno contro i Dallas Cowboys mettendo a segno un tackle. Nella settimana 14 fece registrare il suo primo sack su Matthew Stafford dei Detroit Lions. La sua stagione da rookie si chiuse con 44 tackle in 14 presenze, 7 delle quali come titolare.

### Las Vegas Raiders
Il 16 marzo 2020 Kwiatkoski firmò con i Las Vegas Raiders un contratto triennale del valore di 21 milioni di dollari. 
Il 23 dicembre 2020 Kwiatkowski fu inserito nella lista riserve/COVID-19. 
L'8 dicembre 2021 Kwiatkoski fu spostato dai Raiders nella lista riserve/infortunati. 
Il 16 marzo 2022 Kwiatkoski fu svincolato dai Raiders.

### Atlanta Falcons
Il 12 maggio 2022 Kwiatkoski firmò un contratto di un anno con gli Atlanta Falcons.